# Paederus littoralis
Paederus littoralis är en skalbaggsart som beskrevs av Johann Ludwig Christian Gravenhorst 1802. Paederus littoralis ingår i släktet Paederus, och familjen kortvingar. Enligt den svenska rödlistan är arten sårbar i Sverige. Arten förekommer i Götaland. Artens livsmiljö är jordbrukslandskap.

## Bildgalleri

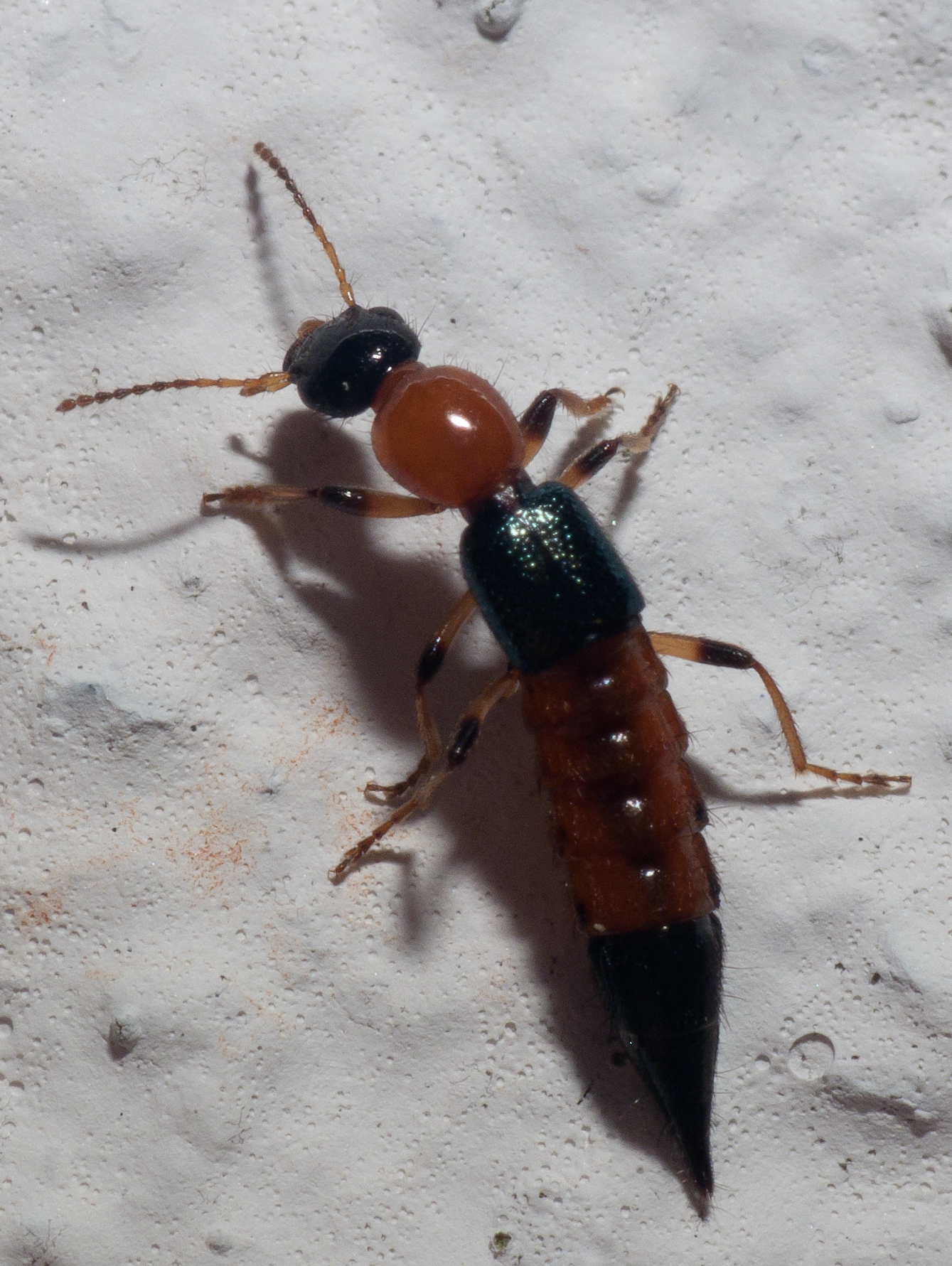
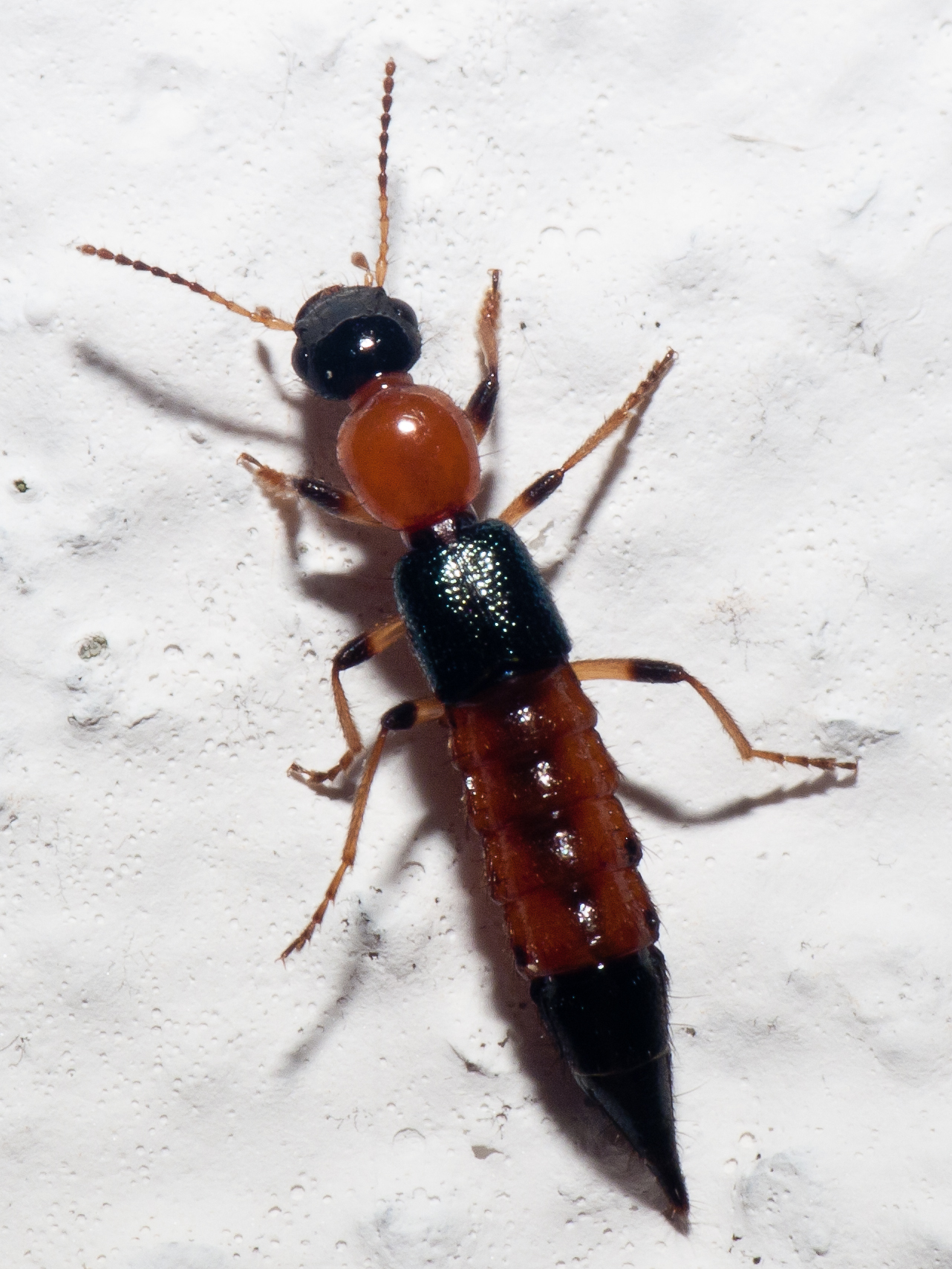
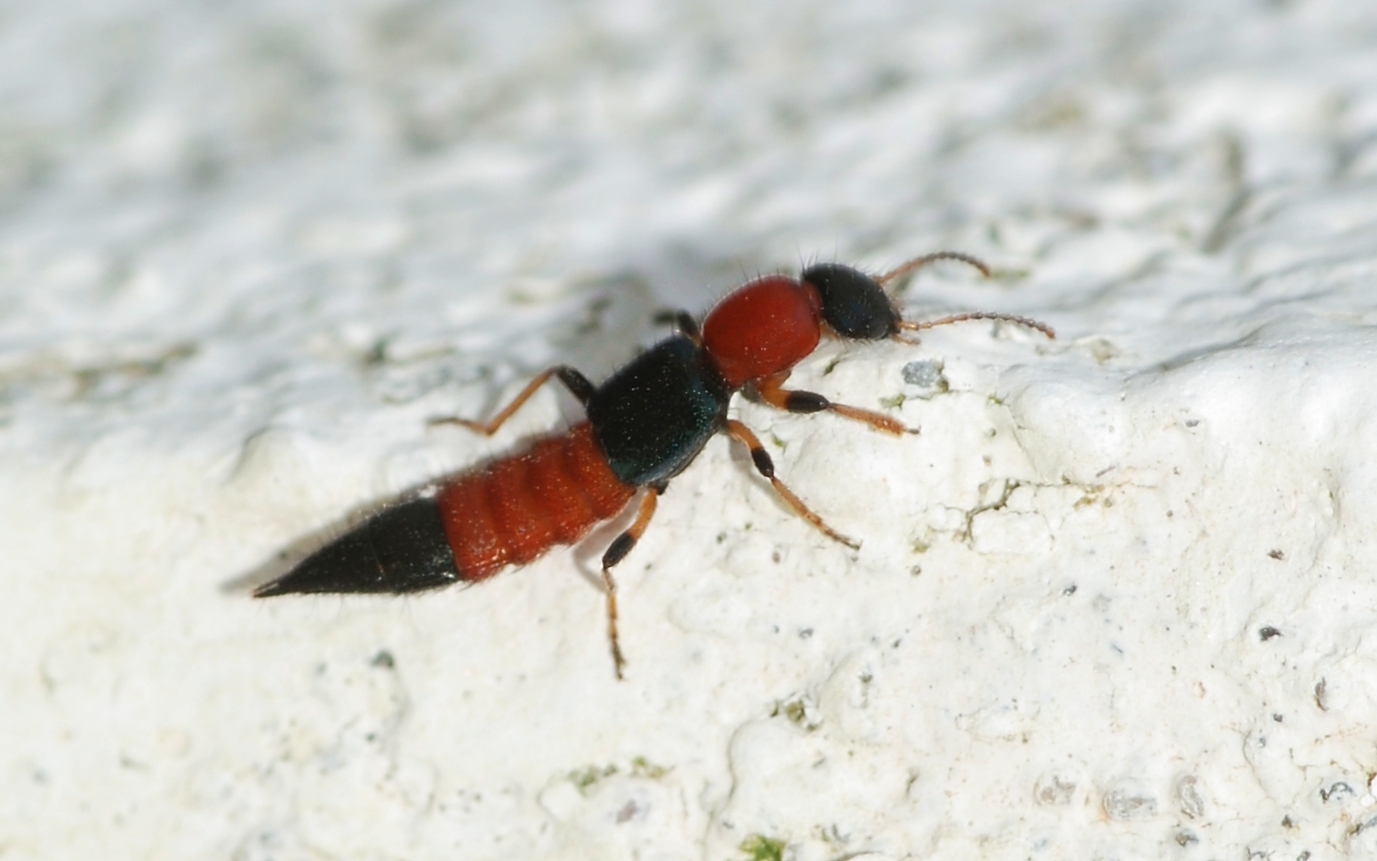
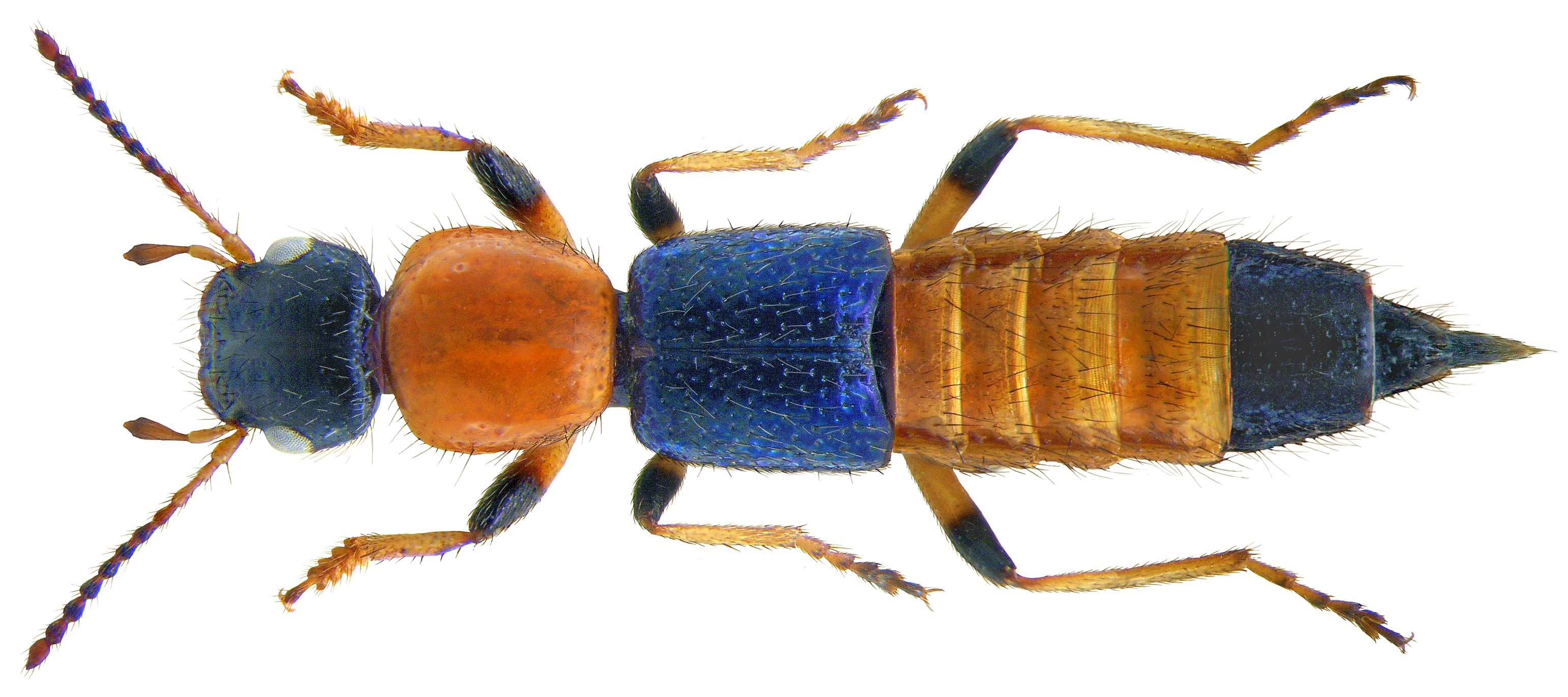
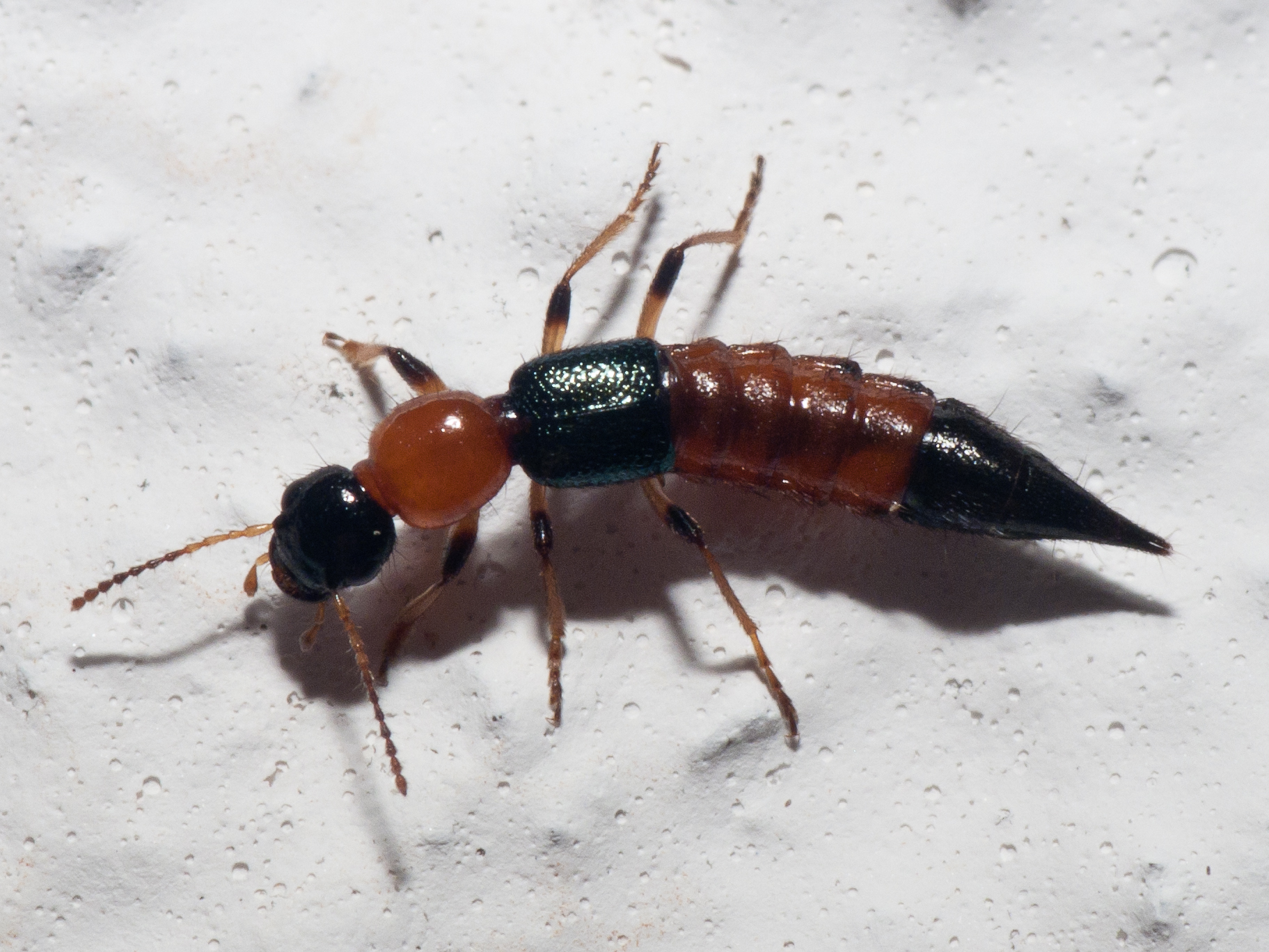
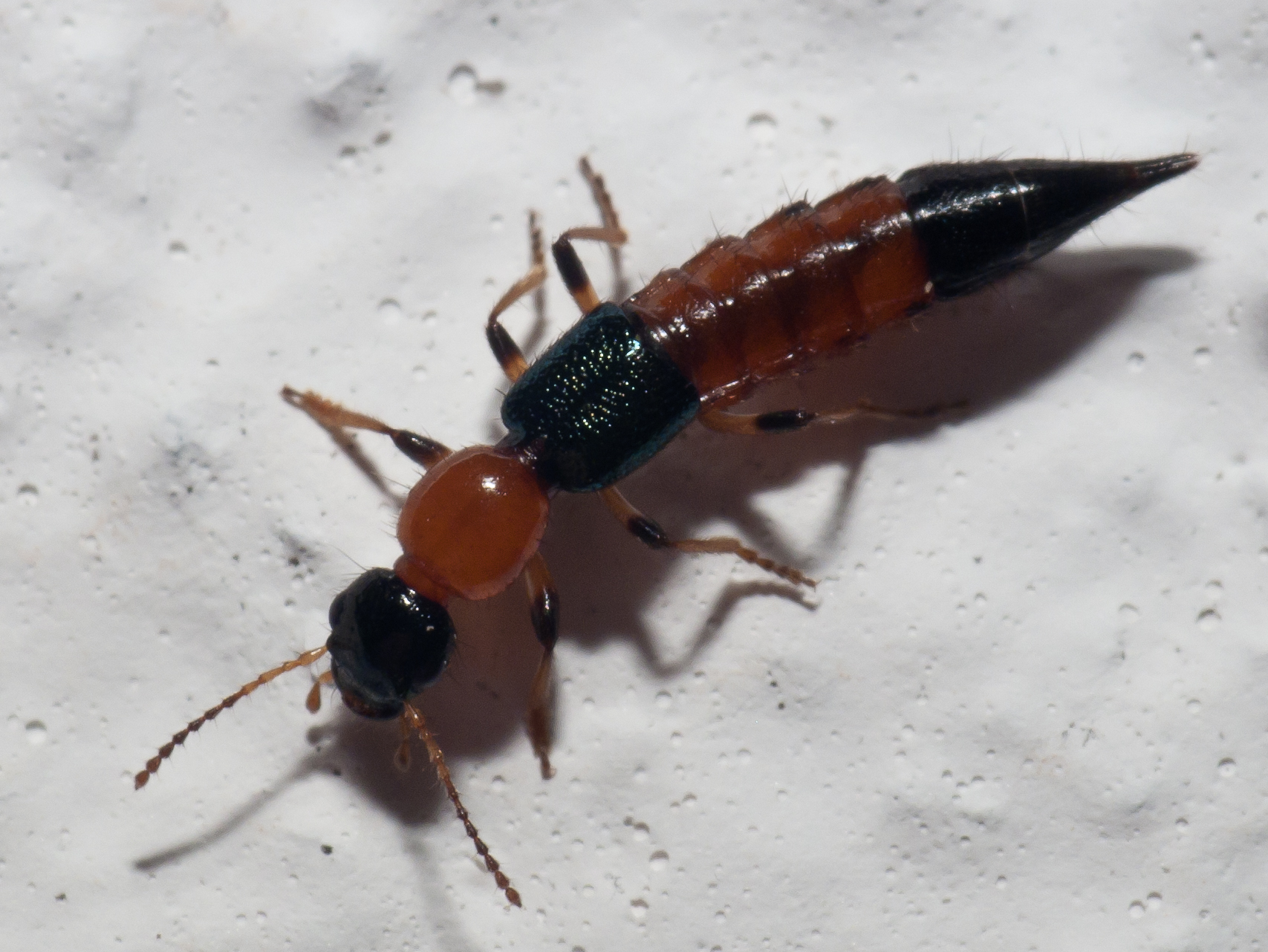